# NGC 3567/2
NGC 3567/2 је елиптична галаксија у сазвежђу Лав која се налази на NGC листи објеката дубоког неба.
Деклинација објекта је + 5° 49' 51" а ректасцензија 11h 11m 20,6s. Привидна величина (магнитуда) објекта NGC 3567 износи 13,9 а фотографска магнитуда 14,9. NGC 35672 је још познат и под ознакама MCG 1-29-12, CGCG 39-55, NPM1G +06.0280, KCPG 276B, PGC 34013.